# Orobanche ballotae
Orobanche ballotae är en snyltrotsväxtart som beskrevs av A.J. Pujadas Salva. Orobanche ballotae ingår i släktet snyltrötter, och familjen snyltrotsväxter. Inga underarter finns listade i Catalogue of Life.